# Marià Rossell
Marià Rossell (el Masnou, Maresme, 14 de setembre de 1771 - 1846) fou un hisendat català, primer alcalde del Masnou quan es consolidà la independència municipal.
Fou el primer alcalde del Masnou quan el poble va aconseguir la independència definitiva de Teià, l'agost de 1825, mercès al suport del rei Ferran VII. Anteriorment, el primer alcalde estricte fou Joan Fontanills, que es proclamà alcalde durant la Guerra del Francès aprofitant la Constitució de Cadis, i que fou revertit en acabar la guerra. Posteriorment, durant el Trienni Liberal, s'aprofità per tornar a constituir l'Ajuntament, del qual Marià Rossell en va ser regidor. En acabar el Trienni, l'Ajuntament fou abolit i el poble tornà a pertànyer a Teià. La independència municipal, doncs, s'aconseguí amb Marià Rossell quan l'octubre de 1825 fou investit amb títol de batlle del Masnou atorgat pel rei Ferran VII. Fou batlle fins 1827. L'any 1830 estigué a la proposta de ternes i fou designat de nou batlle per aquell any. Es presentà a les eleccions municipals de 1835 i fou elegit alcalde aquell octubre, càrrec que ocupà fins a octubre de 1836, quan ja no es presentà a les noves eleccions municipals. En aquell moment el municipi els habitants del poble es dividien, segons la professió, en terrestres i marins. Marià Rossell pertanyia al primer grup.
L'any 1969 l'Ajuntament del Masnou va posar el seu nom a un carrer lateral a la casa de la vila (passatge de Marià Rossell).